# Helenizam
Helenizam (grč. ἑλληνıσμός: oponašanje svega što je grčko), u širem značenju, grčka kultura u svim fazama svojega razvoja, kao i prihvaćanje te kulture i jezika od drugih, negrčkih naroda. U novijoj historiografiji (od J. G. Droysena) pojam helenizam obuhvaća sve povijesne i kulturne događaje koji su se nastavljali na grčko-makedonsko prodiranje na Istok pod Aleksandrom III. Velikim i na stvaranje goleme državne organizacije pod njegovim gospodstvom. Početak je toga razdoblja između 334. i 323. pr. Kr. Njegovu završnu granicu, prema sve češćem shvaćanju, čini bitka kraj Akcija (31. pr. Kr.) i pojava Rimskoga Carstva s Oktavijanom Augustom, no snažni tragovi helenizma postoje i u IV. st. Helenizam je naziv za kulturna i povijesna zbivanja nakon makedonsko-grčkoga prodiranja na Istok, od 4. st. pr. Kr. do kraja 1. st. Kr. Tada se grčka kultura silno proširila prema Istoku, a kada su Rimljani zavladali Grčkom, helenizam se proširio i na Zapad. Žarište helenističke kulture bila je Aleksandrija (osnovana 331. pr. Kr.), gdje se formirala Aleksandrijska škola filozofa i učenjaka koji su nastavili starogrčku tradiciju. Značajke su helenističke umjetnosti težnja za reprezentativnošću i bogatstvom oblikâ i temâ, a to je osobito došlo do izražaja u raskošnoj dvorskoj umjetnosti. Opće značajke helenizma jesu kozmopolitizam, prožimanje orijentalne grčke i židovske misli, visokorazvijena uljudba, jaka kulturna središta (Aleksandrija, Atena, Pergam, Antiohija i Rod).

## Povijest
Grci su i prije Aleksandra III. Velikoga svojom kulturom i načinom života utjecali na narode s kojima su, po susjedskim i trgovačkim odnosima, dolazili u vezu. Tomu su utjecaju bili manje izloženi stari kulturni narodi u Mezopotamiji i u dolini Nila, pa i Perzijanci, a u većoj mjeri Feničani, maloazijski Likijci i Karijci, a osobito Makedonci, kod kojih je dvor već za kralja Filipa II., oca Aleksandrova, bio sasvim greciziran. Kao narod specifična kulturnog i društvenoga života, već zarana prožeti samosviješću o duhovnoj nadmoći nad »barbarskim« narodima, Grci su u ideji helenske pripadnosti stvorili strogu ogradu prema drugima, koju je probio tek Aleksandar III. Veliki kada je, kao kralj makedonski i vrhovni zapovjednik Grka, poduzeo ratnički pohod prema Istoku. Počevši s Malom Azijom (334. pr. Kr.) i osvojivši Egipat (332. pr. Kr.), krenuo je dalje prema Istoku sve do granica Indije. Dobio je u svoju vlast Perzijsko Carstvo, kojim je vladao posljednjih 6 god. svojega života. Za tih vojnih pohoda dolazilo je do miješanja grčko-makedonskih elemenata s istočnjačkima, utoliko više što je Aleksandrovo prodiranje bilo olakšano mnogobrojnim grčkim kolonijama, na koje je on na svojem putu nailazio. Nositelji helenizma bili su i viši društveni slojevi na Istoku, osobito dvorovi istočnih dinasta. U tom procesu miješanja veliku su ulogu imali i gradovi, koji su često dobivali grčko demokratsko ustrojstvo, dok su građani uglavnom bili grčki i makedonski vojnici. Osobito je snažno utjecao Istok svojim religijskim predodžbama u novoosnovanim gradovima: kult egipatske Izide, frigijske Kibele (Velike Majke) i iranskoga Mitre prodro je u helenistički svijet. Helenizam je snažno djelovao i na strukturu tadašnjega društva, a izazvao je i velik poremećaj u ekonomskim odnosima. Imao je znatnu potporu i u jeziku jer se od IV. st. pr. Kr. razvio na tom području grčki jedinstveni jezik (ϰοıνὴ δıάλεϰτος ili skraćeno ϰοıνή: opći dijalekt).
██ Kraljevstvo Ptolemeja I. Sotera
██ Kraljevstvo Kasandra, sina Antipatra
██ Kraljevstvo Lizimaha
██ Kraljevstvo Seleuka I. Nikatora
Država Aleksandra III. Velikoga raspala se nakon njegove smrti, a njegovi su je vojskovođe (dijadosi) među sobom podijelili i ubrzali proces raspadanja. No posljedice što ih je izazvao helenizam bile su dalekosežne. U doba helenizma grčka je kultura doživjela snažnu ekspanziju najprije prema Istoku, a kada su 146. pr. Kr. Rimljani oduzeli Grcima političku slobodu i Grčku pretvorili u rimsku provinciju, došlo je do helenističke ekspanzije i na Zapad. Postanak i širenje kršćanstva bili su mogući jedino u helenističkom okolišu, gdje su u grčki pogled na svijet s Istoka bili uneseni mistični i iracionalni elementi. Tako se i preobrazba Istočnorimskoga Carstva u Bizantsko može objasniti samo uzimanjem u obzir komponente helenizma. Tipični predstavnik helenističkoga života i žarište helenističke kulture bila je Aleksandrija, osnovana u Egiptu 331. pr. Kr. Ondje je utemeljena aleksandrijska škola, u kojoj su filozofi i učenjaci plaćeni od države obrađivali sva tada poznata znanja i umijeća. Ti su epigoni nastavili starogrčke tradicije i dalje njegovali filozofiju na osnovi Platonovih i Aristotelovih djela i komentara u novonastalim varijantama platonizma, stoicizma i epikureizma. Ondje se također križala židovska filozofija s helenističkom (Filon), a u tzv. katehetskoj školi (III. i IV. st.) pokušavalo se kršćansku teologiju dovesti u sklad s grčkom filozofijom. Na području znanosti (matematika, fizika, astronomija) i tehnike (inženjerija) helenizam je ostvario vrhunske, ali u sljedećim stoljećima zaboravljene rezultate (Diofant, Heron, Ptolemej). Propadanje aleksandrijske škole počelo je u III. st., kada je Karakala obustavio podupiranje znanstvenog rada, a kraj su joj učinili Arapi, kada su 642. zauzeli i razorili grad. No Arapi su u određenoj mjeri prihvatili i sačuvali tradicije helenizma te ih predali zapadnom svijetu.

## Filozofija
Propast političke samostalnosti grčkih gradova-država pod makedonskom vladavinom i s tom propašću povezano klasno preslojavanje grčkoga društva, usporedno s pojačanim pritjecanjem kulturnih utjecajâ s istoka, juga i zapada u helenističko doba, doveli su do dekadencije u grčkoj filozofiji. U metežu naglih političkih promjena i bujici raznorodnih idejnih naplavina (pretežito religiozno-mističkoga karaktera) jenjao je interes za temeljna filozofska pitanja, a glavni su se filozofski smjerovi lomili na mnoštvo škola, skupina i frakcija.
Osnovne teze cinika (kinika) preuzela je i dalje razvijala stoička škola. U njezinu se razvoju obično razlikuje razmjerno samostalna starija faza (IV. do III. st. pr. Kr., Zenon iz Kitija, Kleant, Hrizip), zatim srednja faza preplavljena platonističko-peripatetičkim idejama (II. do I. st. pr. Kr., Panetije, Posejdonije) i napokon mlada faza usredotočena na etička pitanja (od I. st. nakon Kr. pa dalje, Epiktet, Seneka, Marko Aurelije). Tri osnovne stoičke filozofijske discipline, logika, fizika i etika, počivaju na načelno materijalističkoj osnovi (identifikaciji bića uopće s materijom), ali sadrže i niz idealističkih elemenata, kao što je npr. nauk o svjetskome Logosu i nauk o sudbini (predestinaciji, predodredbi). Senzualističko-nominalističku teoriju spoznaje i etiku autarkije (odnosno »apatije«, slobode od strasti) preuzeli su stoici od kinika, s kojima ih povezuju i socijalno-politička gledišta: teorija o prirođenoj jednakosti svih ljudi, odbacivanje institucije ropstva, ideal svečovječanske zajednice (»oikumene«). Neke etičko-socijalne teze stoika dobile su osobito kulturno-povijesno značenje po tome što su postale dijelom kršćanskog naučavanja, koje je zamijenilo filozofski pogled na svijet nakon sloma antičke civilizacije.
Epikurovska škola (osnivač Epikur s otoka Sama), koja je razmjerno potpun prikaz svojih gledišta našla u spjevu »O prirodi« rimskog pjesnika Lukrecija Kara, prihvatila je Demokritov atomizam dopunivši ga pretpostavkom da je gibanje atoma posljedica njihove težine (pad) i da postoji »slučajno« skretanje atomskih masa s njihove staze (putanje), a to dovodi do oblikovanja nebeskih tjelesa. Najvišim dobrom u životu epikurovci su smatrali zadovoljstvo. Ono se u najvećoj mjeri postiže duševnim mirom, koji je posljedica razborita, umjerena života. Prema religiji su se epikurovci odnosili agnostički, odbacivali su vjeru u budući život i držali da znanstveni pogled na svijet treba osloboditi ljude straha od smrti i bogova. Skeptičke tendencije, koje su se javile već u sofističkome krugu, a pojačavale u sokratovskim i platonovskim školama, slile su se u zaseban filozofski smjer, kojemu su temelje postavili Piron iz Elide i Timon. Negirajući mogućnost da se provjeri podudarnost subjektivnih doživljaja s objektivnom stvarnošću, skeptici su se zalagali za misaono »suzdržavanje od suda« (ἐποχή), tj. za agnostičan odnos prema temeljnim filozofskim pitanjima. Umjereno skeptičan (probabilistički) odnos zauzela je platonovska tzv. srednja akademija (Arkezilaj, Karnead), a posljednji je izdanak radikalnoga skepticizma u grčkoj filozofiji bio Sekst Empirik.
U šarenilu filozofskih pogleda potkraj stare ere, mnogi se mislioci nisu odlučivali za određeni smjer, nego su po vlastitu ukusu prikupljali elemente različitih škola i sustava. Bili su to tzv. eklektici. U prvim stoljećima nakon Krista istočnjačke su se mističke doktrine na različite načine stapale s klasičnom, pretežito platonovskom i aristotelovskom filozofskom tradicijom. Među smjerovima što su tako nastali posebno se ističe neoplatonizam (Filon iz Aleksandrije, Plotin, Jamblih, Proklo i dr.), idealističko-mistički sustav za koji je karakterističan nauk o emanaciji, Logosu (personifikaciji Platonova »idejnoga svijeta«), svjetskoj duši i nadasve o materiji kao negativnome (proturazumskom i grješnom) načelu svijeta. U tim posljednjim tvorevinama neoplatonizma prestaje povijesni put grčke filozofije. Formalni je čin njezina kraja bio dekret cara Justinijana o ukidanju platonovske Akademije u Ateni 529.

## Književnost
Helenističko razdoblje starogrčke književnosti je trajalo od 323. do 27. pr. Kr. Osvajanjima Aleksandra III. Velikoga grčki jezik i kultura proširili su se na istoku do Indije, a na jugu do Etiopije, daleko izvan granica prvobitnoga grčkog etničkoga prostora. Grčki jezik, kojim su se služili i mnogi neizvorni govornici, poprimio je nova obilježja (koine). U novonastalim helenističkim državama, koje su redovito bile ustrojene kao vojničke monarhije s jakim činovničkim aparatom i plaćeničkom vojskom, središtem je književne djelatnosti postao dvor. Atena je izgubila povlašteni položaj, a kao nova središta izranjaju Aleksandrija u Egiptu (bogata knjižnica sa 700 000 svezaka i Muzej, neka vrsta znanstvene akademije), Pergam, Antiohija, Rod i Sirakuza. Kozmopolitski duh sve više prevladava nad nacionalnim grčkim.
Helenistička književnost nije prekinula vezu s arhajskim i klasičnim izvorima, pogotovu kada je riječ o jezičnom, stilskom i metričkom naslijeđu, ali je davala prednost neobičnim temama, uz obilno pokazivanje učenosti i izrazitu sklonost prema kraćim oblicima. Učeni značaj toga razdoblja najjasnije se očituje u novoj disciplini – filologiji. Priređivala su se kritička izdanja i komentari starijih autora, u prvome redu Homera (Zenodot, Aristofan iz Bizanta, Aristarh), ali i Hezioda, Alkeja, Pindara, tragičara, Aristofana. I najosebujniji sadržaji bili su dostojan predmet pjesničke obradbe, poput zvjezdoznanstva (Arat) ili životinja s otrovnim ugrizom (Nikandar). U pjesništvu se njeguju epilij, elegija, epigram, mim i didaktična poezija, a javlja se i idila. Vodeći pjesnici ovog razdoblja su Kalimah, Euforion, Apolonije Rođanin, Arat, Nikandar, Teokrit i Heronda.
Najznačajnija je žanrovska prinova idila, sličica iz pastirskoga ili gradskoga života (Teokrit). Istovjetan interes za privatnost pokazuje i epigram (Kalimah, Leonida iz Tarenta, Asklepijad sa Sama), a srodnu pjesničku orijentaciju otkrivaju i Herondini mimijambi, realistički prizori iz dnevnoga života u obliku stihovanoga dijaloga. Izostanak krupnih javnih tema najzornije se očituje u tzv. novoj komediji (Menandar, Difil, Filemon, Apolodor), koja postaje komedijom karaktera i intrige sa stereotipnim likovima (domišljati rob, parazit, hetera, lakouman mladić, raspusni starac, svodnik, smiješni kuhar i drugi). Novi ideali sažetosti i psihološkog portretiranja našli su mjesto i u epu (Apolonije Rođanin). Reprezentativna figura toga razdoblja nedvojbeno je bio Kalimah, iznimno plodan autor, u čijem su opusu od oko 800 knjiga, danas pretežito izgubljenome, filologija i književnost bile nerazdvojivo spletene (prozne rasprave, katalozi, komentari, polemike, himne, epiliji, elegije, jambi, epigrami itd.). I u izmijenjenim okolnostima Atena je ostala neospornim filozofskim središtem, u kojem su najbrojnije sljedbenike privlačile dvije nove škole: stoička (Zenon iz Kitija) i epikepikurovska (Epikur). Od golema broja povijesnih radova očuvano je tek pet knjiga osmerostruko opsežnijega Polibijeva djela. Značajni historiografi poput Timeja, Posejdonija ili Hijeronima iz Kardije poznati su samo po ulomcima.

## Umjetnost
Helenistička umjetnost obuhvaća ostvarenje likovnih umjetnosti i arhitekture izvan užih granica Grčke, ali pod izravnim helenskim utjecajima, u razdoblju od smrti Aleksandra III. Velikoga (323. pr. Kr.) do cara Augusta i pojave Rima kao svjetskoga carstva. Ta je kronološka granica približna, jer su Grci prodirali na Istok već prije osvajačkih pohoda Aleksandra III. Velikoga kojima je heleniziran Istok, sve do Indije (gandhara umjetnost). Helenistička umjetnost nastala je stapanjem grčke umjetnosti s prastarim mjesnim elementima i tradicijama azijskog i afričkog likovnog izraza. U tome križanju helenski je duh zadržao prevlast i dao glavna obilježje novim tvorevinama. Žarišta helenističke umjetnosti bila su u Maloj Aziji, Antiohija, Pergam, Rod i Aleksandrija (s Aleksandrijskom školom filozofa i znanstvenika koji nastavljaju starogrčku tradiciju). Kada su Rimljani pokorili Grčku, helenizam se proširio na Zapad. U kulturnom stvaranju brišu se nacionalne razlike, stvoren je tip univerzalne kulture. Pod utjecajem Istoka grčka umjetnost u helenizmu doživljava dekadensu.
U arhitekturi su prevladavali jonski i korintski stil, a pojavio se i kompozitni kapitel. Novi gradovi, poput Aleksandrije, podizali su se planski po novim urbanističkim načelima. U kiparstvu se isticala pergamska i aleksandrijska škola, koje su njegovale grčke, a ova druga i egipatske tradicije. Uz mitološke motive pojavio se žanr-prizori u kojem su došla do izražaja dva smjera: realistički i idealistički. Gube se strogi klasični kanoni. Stvaraju se kompozicije pune patetike i egzaltirano naglašenih pokreta (Zeusov žrtvenik u Pergamu, Farneški bik) te kipovi naturalističke deskripcije (Venera Milska) i žanr-scene (Dječak koji davi gusku, Dječak koji vadi trn iz noge). U slikarstvu su značajne zidne slike u unutrašnjosti zgrada i portreti rađeni u tehnici enkaustike. Javljaju se nove teme (krajolik, mrtva priroda).  Za dekoraciju se primjenjivao mozaik, štuk i oplata od skupocjena materijala. U mozaiku reprezentativne su dekorativne i figuralne kompozicije (Bitka kod Isa). U umjetničkome obrtu proizvodili su se luksuzni predmeti (keramika, staklo, nakit, tkanine, pokućstvo). Osobita raskoš helenizma prikazana je upravo na predmetima umjetničkog obrta (toreutici, gliptici i proizvodima od stakla). Helenistička umjetnost ima dvorski karakter, bogata je i pompozna. U dvorskoj umjetnosti dolaze do izražaja težnje za reprezentativnošću i bogatstvom oblika i tema. U arhitekturi se napušta tradicionalni dorski stil; primjenjuje se jonski stil (Artemidin hram u Magneziji), a javlja se raskošniji korintski stil (Olimpeion u Ateni) i novi oblici hramova često sa svodovima (hram misterija na Samotraki). Novi principi (stroga simetrija s pravokutnom mrežom ulica) koriste se u urbanizmu (Priene, Milet). Podižu se trijemovi uokolo trgova i duž ulica stoa, kupelji, gimnazije i palestre (vježbališta), buleuteriji (vijećnica), biblioteke, a pogotovo kazališta, vladarske palače i vile, što pridonosi raskošnijem izgledu grada. Elementi helenističke umjetnosti urasli su u rimskoj umjetnost i potrajali su do III st. Njihov posljednji izraz javlja se u starokršćanskoj umjetnosti.

## Religija
U helenizmu je postignut određeni sinkretizam na vjerskome području: Aristotelovo, Platonovo i stoičko shvaćanje Boga, svijeta i čovjeka prenosilo se u religije i kulturu drugih naroda. Bio je prisutan u kasnome židovstvu, a napose u ranome kršćanstvu, kojemu mnogi spisi odišu helenizmom (očit je napose u Ivanovoj i Pavlovoj teologiji, u patrističkim spisima). U razdoblju helenizma prevedena je Biblija na grčki jezik (Aleksandrija, III. do II. st. pr. Kr.). U užem smislu sinkretističkima se nazivaju religije helenističkoga razdoblja (IV. do II. st. pr. Kr.), koje su nastale prodiranjem orijentalnih elemenata u grčku i rimsku religiju. U zajedničkoj borbi protiv monoteističkoga kršćanstva i antičke su se religije htjele ujediniti u obožavanju jednoga božanstva (npr. Mitre, Kibele, Izide).
Metafizika (Τὰμετὰ τὰ φυσϰά) je Aristotelovo najslavnije djelo i ona je današnji naslov dobila poslije, dok je prema samoj stvari prva filozofija: ona je ontologija i u isti mah teologija (ϑεολογιϰή), najviša teorijska znanost. Razmatrajući biće kao biće i sve što mu pripada po sebi, prva počela i uzroke, biće kao takvo i u cjelini, ona nužno prerasta u pitanje o najvišem i najbićevnijem biću, onom božanskom, ili o Bogu. U tom sklopu otvara se niz posebnih tema, jer »biće se kazuje mnogovrsno« (τὸ ὂν λέγεται πολλαχῶς): prema prigotku, prema shemi priroka ili kategorija, prema mogućnosti i zbiljnosti te prema istinitom i lažnom. Kategorija ima deset: s jedne strane to je bivstvo (οὐσία) o kojem se sve pririče, s druge strane pak ono što mu se pririče i prigodno ga određuje (τὸ συμβεβηϰός) kao kakvoća, kolikoća, mjesto, vrijeme, odnos, položaj, svojstvo, tvorba i trpnja – na taj se način biće artikulira i strukturira. U nauku o bivstvu razlikuje se »prvo« i »drugo« bivstvo: prvo je samo pojedinačno biće, drugo je vrsta ili rod, te njegova odredba ili definicija označava bit s pomoću najbližega roda i vrsne razlike. Nadalje, biće se u obzoru vremena kreće i mijenja, pa prema tome i bitkuje kao mogućnost i zbiljnost ili ostvarenost, i odatle je jasno da su kretanje i vrijeme vječni. Budući da potraga za početkom kretanja ne može ići u beskonačnost, očigledno mora bivati jedan prvi pokretač kao čista djelatnost. To je ona najviša i najpotpunija zbiljnost koja sve omogućuje tako da netvarno, bestjelesno i nepokretno u prirodi i čovjeku vječno pokreće – to je ono žudljivo, ljubljeno, božansko biće kao čisti oblik. Njegova je bit mišljenje, um sama sebe umuje i ta je najviša umska djelatnost što pokreće i održava svemir umsko motrenje (ϑεωρὢα): Bog je živ, vječan i najbolji, a čovjek je s njime povezan upravo svojim sudioništvom u toj djelatnosti – teorijom ili spekulativnim mišljenjem, uvidom u bit bitka.
Na kraju Platonova opusa javlja se i njegova kozmologija i filozofija prirode u dijalogu Timej, koji je sve do Galileijeva doba bio svojevrstan nedodirljiv autoritet. Najznačajniji motiv iz toga sklopa zacijelo je opis Demiurga (tvorca) kako oblikuje svijet prema svojoj duši, a uzor su simetrija, harmonija i proporcija kao nezaobilazni atributi kozmičke ljepote. Tvorac svijeta ovdje nije shvaćen kao bog-stvoritelj koji stvara svijet od Ništa, nego samo kao tvorac reda i poretka svih stvari u svemiru. On već zatječe tvar i prostor kao gradbene elemente, ali se pritom ugleda na vječnost i dušu svemira, usadivši um u dušu i tijelo svih stvari, te tako napravi djelo po prirodi najljepše i najbolje. Vrijeme i prazan prostor samo su odsjev vječnosti i prisutni su kao uvjet općega kružnoga kretanja, tako da je i Logos duše svagda pomiješan od tri sastojka – od posve Istoga, posve Različnog i Bitka samoga. Tako »otac stvoritelj« kaos pretvori u Kozmos. Kod stoika, zahtjevi prirode identični su sa zahtjevima uma i proturječni zahtjevima osjetilnosti. Zato se i pozitivni sadržaj morala očituje kao »život u skladu s prirodom«. »Priroda« je tu shvaćena kao opća priroda, stvaralačka svjetska snaga, svrhovit smisao svijeta, logos: stoga je moralnost čovjeka osluškivanje tijeka svijeta, tijeka koji je vječna nužnost. Kako je u stoika taj vječni um ili priroda označen i kao božanstvo, život u skladu s prirodom ujedno je i poslušnost prema božanskomu zakonu: lex naturae ujedno je i lex divina.
Ivan je autor biblijskih knjiga Novoga zavjeta: Evanđelja po Ivanu, triju poslanica i knjige Otkrivenja (Apokalipse), koje se ubrajaju među najčitanija djela ranokršćanske književnosti. Dok prva tri evanđelja donose vijest o Isusu u okviru jedinstvenoga nacrta, Evanđelje po Ivanu, nastalo vjerojatno oko 100. god., više slijedi stvarni tijek događaja. Ivan s dubljom spoznajom govori o Isusu, na neki način raskida sa židovstvom, snažnije od sinoptika uočava da je kraljevstvo Božje već prisutno na ovome svijetu. Evanđelje (kasnolat. evangelium < grč. εὐαγγέλıον: radosna, dobra vijest) u kršćanstvu označava Isusovo propovijedanje, navještaj Radosne vijesti o kraljevstvu Božjem; apostolsko naviještanje o Isusu, posebno o njegovoj muci i njegovu uskrsnuću. Isus nije ništa napisao niti je to tražio od svojih učenika. U helenizmu – u profanom i sakralnom značenju – evanđelje je bila objava neke dobre vijesti, posebno carskih manifesta (vojna pobjeda, događaj iz carske obitelji). Apokalipsa Ivanova ili Otkrivenje, posljednji spis Novoga zavjeta koji tradicija pripisuje apostolu Ivanu (danas se obično pripisuje nekom njegovu učeniku), potječe iz god. 68–69. ili 90–96. i dragocjen je izvor za povijest ranoga kršćanstva. Nastala u doba teških progona, Apokalipsa je optimistička biblijsko-teološka sinteza koja daje viziju »novoga neba i nove zemlje«. Pisana je jezikom punim simbolike (najčešće preuzete iz Staroga zavjeta) i u obliku sedam pisama upućenih najvažnijim azijskim crkvama, a u njoj autor izlaže sedam vizija koje je imao na otoku Patmu kamo je bio prognan za Domicijana. Vizije govore o sedam pečata, o četiri jahača, o padu Rima, o nebeskomu Jeruzalemu itd. Taj proročki tekst završava otkrivenjem konačnoga Kristova trijumfa i potvrdom kršćanstva unatoč svim njegovim protivnicima.
Pavlove poslanice (14), sastavni dio novozavjetnih biblijskih knjiga, nastale su između 50. i 60. Upućene su mjesnim kršćanskim crkvama i sadrže njegovu teologiju, kršćansko naučavanje prilagođeno helenističkomu svijetu. Za sedam poslanica drži se da sigurno potječu od Pavla (Prva poslanica Solunjanima, Poslanica Galaćanima, Prva i Druga poslanica Korinćanima, poslanice Rimljanima, Filipljanima i Filomenu), ostale se poslanice pripisuju njegovim učenicima. Pavlova teologija razvija prvu kršćansku kristologiju, soteriologiju, ekleziologiju i antropologiju. Prema njemu, čovjek se opravdava vjerom u Krista, čija smrt na križu i uskrsnuće preobražavaju grijeh i smrt. Čovjek je novo stvorenje u Kristu, a Crkva njegovo tijelo. Zbog njegova otvaranja kršćanstva helenističkomu svijetu prozvan Apostolom narodâ. Patristika (crkv. lat. patristica, prema lat. pater: otac) je razdoblje crkvenih otaca i drugih kršćanskih pisaca od II. do VII/VIII. st. To je crkveni nauk u početcima osnivanja i obrane kršćanske vjere, teologije i filozofije. Patristika u širem smislu obuhvaća svu starokršćansku literaturu i pisce: apokrife, hagiografe, povjesničare, teološke, filozofske i duhovne pisce, pjesnike, heretičke pisce, anonimna djela i sl. Djela su pisana na grčkom, latinskom i sirskom jeziku.
Katkada sâm biblijski tekst upućuje na potrebu njegova tumačenja ( izvorni tekst na WikIzvoru: Dj 8,30–35). Židovstvo je u razmeđi era već rabilo neke egzegetske metode. Istraživanje i izlaganje biblijskog teksta za aktualnu situaciju zvalo se midraš (hebr. miḏrāš: komentar, tumačenje). Javljao se u tri linije: halaha (hebr. halākāh: zakon) – primjena teksta na konkretne životne okolnosti; hagadah (hebr.: priča) – tekst se ilustrira poticajnim riječima, primjerima iz prošlosti i iz života velikana; pešer (hebr.: objašnjenje) – u događajima sadašnjosti otkriva se ispunjenje onoga što je najavljeno u biblijskom tekstu. U dijaspori se koristilo alegorijsko tumačenje (Filon Aleksandrijski). Rano kršćanstvo služilo se u nekoj mjeri židovskim metodama s bitnom razlikom u pristupu: biblijske su tekstove kršćani razumijevali kristološki. Povijest čitanja Biblije praćena je razvijanjem interpretacijskih metoda i pristupa. Origen počinje razlikovati književni (literarni) i duhovni smisao biblijskog teksta. S vremenom nastaju dvije velike interpretacijske škole. Antiohijska daje težište književnomu smislu, dok aleksandrijska u biblijskom tekstu prvotno nastoji raspoznavati duhovni smisao. U patrističkim školama razlikuju se četiri smisla biblijskog teksta: književni (literarni), alegorijski, moralni i anagogijski (eshatološki). U III. st. pr. Kr., prema predaji iz Aristejeva pisma, 72 prevoditelja prevode Toru na grčki za kralja Ptolemeja. To je početak prijevoda Septuaginte ili Sedamdesetorice. Ona služi kao polazište verziji Vetus Latina (II. st.), koptskomu (III. ili IV. st.), etiopskomu (IV. st.) i armenskomu (V. st.) prijevodu. Potkraj IV. st. Jeronim je priredio latinski prijevod Biblije, Vulgatu, koja nakon Tridentskoga koncila (1546.) postaje službenim tekstom u Katoličkoj crkvi i ostaje u uporabi sve do reformi II. vatikanskoga koncila (1965.).